# Orcuttieae
Orcuttieae es una tribu de plantas de flores perteneciente a la subfamilia Chloridoideae dentro de la familia Poaceae.

## Géneros
- Neostapfia - Orcuttia - Tuctoria[1]